# Däbmokjauratjah
Däbmokjauratjah är en sjö i Arjeplogs kommun i Lappland och ingår i Skellefteälvens huvudavrinningsområde. Sjön har en area på 0,101 kvadratkilometer och ligger 559,4 meter över havet. Däbmokjauratjah ligger i Hornavan-Sädvajaure fjällurskog Natura 2000-område.

## Delavrinningsområde
Däbmokjauratjah ingår i det delavrinningsområde (736749-154697) som SMHI kallar för Utloppet av Vitträsket. Medelhöjden är 599 meter över havet och ytan är 22,37 kvadratkilometer. Räknas de 3 avrinningsområdena uppströms in blir den ackumulerade arean 49,18 kvadratkilometer. Illitj-Jåkkå som avvattnar avrinningsområdet har biflödesordning 2, vilket innebär att vattnet flödar genom totalt 2 vattendrag innan det når havet efter 328 kilometer. Avrinningsområdet består mestadels av skog (77 procent) och kalfjäll (17 procent). Avrinningsområdet har 1,3 kvadratkilometer vattenytor vilket ger det en sjöprocent på 5,8 procent.